# Transport kolejowy w Szwajcarii

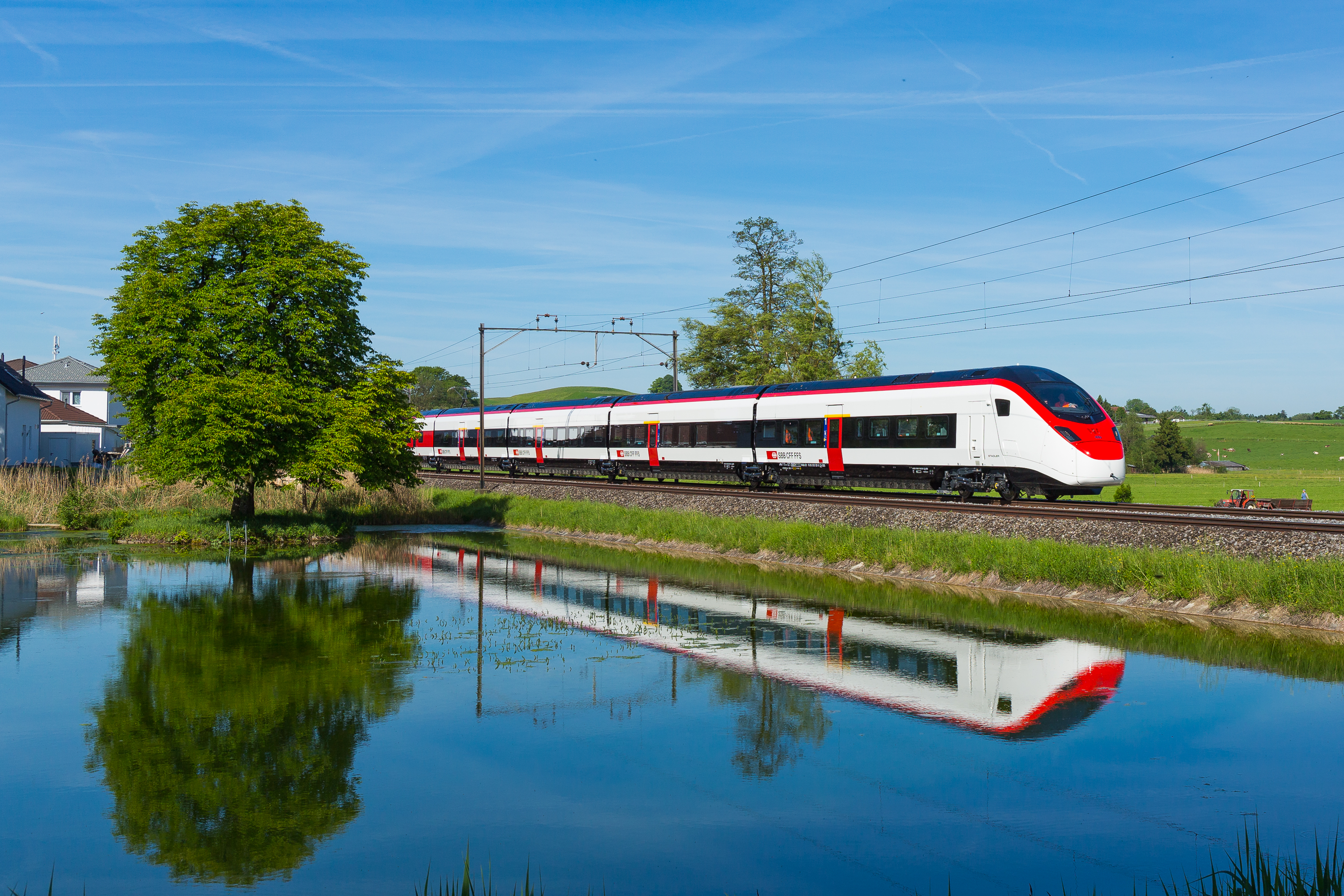
Skład dużych prędkości EC250 w okolicach Erlen

Transport kolejowy w Szwajcarii – system transportu kolejowego na terenie Szwajcarii.

## Historia
Szwajcaria jest trudnym terenem z punktu widzenia rozwoju kolejnictwa ze względu na warunki geograficzne. Pomimo to w pierwszej połowie XIX w. podjęto decyzję o budowie pierwszej linii kolejowej. Głównym argumentem były względy ekonomiczne. W efekcie 15 czerwca 1844 roku otwarto pierwszy odcinek linii kolejowej z St. Louis do Bazylei. W dalszych latach kolej w Szwajcarii podzielono na dwie prywatne spółki: Schweizerische Centralbahn (w skrócie SCB, St. Louis – Bazylea) oraz nowo otwartą Schweizerische Nordbahn (Kolej Północną) na trasie Zürich – Baden. Przeważał tu ruch turystyczny wyjeżdżających mieszkańców Zurychu na wypoczynek w Alpach. W późniejszych latach przedłużono ją do Aarau (połączenie z Centralbahn), jednocześnie przekształcając ją w Nordostbahn (w skrócie NOB – Kolej Północno-wschodnią).
W 1850 roku podjęto ustawę o budowie narodowej sieci kolei państwowych w Szwajcarii wraz z koncepcją przebiegu linii Roberta Stephensona. Jednocześnie w 1861 roku SCB połączyła ze sobą kantony: Bazylea, Lucerna, Argowia, Solura oraz Berno. W tym samym roku kanton Berno przejął budowę linii kolejowej Berno – Zurych, tworząc Bernische Staatsbahnen – pierwszą państwową spółkę kolejową na terenie Szwajcarii. W 1870 roku NOB łączyło siecią kolejową Zurych z najważniejszymi centrami Argowii, Szafuzy, Turgowii i Lucerny.
Późniejsze lata przyniosły szybki rozwój górskich linii kolejowych za sprawą pierwszej na świecie kolei zębatej otwartej w 1871 roku Rigibahn. Krótko później zostały oddane do użytku Bürgenstock-Bahn, Pilatusbahn oraz Brünigbahn. 1882 rok to data uruchomienia prywatnej Gottardbahn. W 1888 roku uruchomiony został tramwaj elektryczny na trasie Vevey – Montreux – Chillon, który stał się pierwszą zelektryfikowaną linią w kraju. Rok później otwarto słynne Koleje Retyckie (Rhätische Bahn – RhB). Jednocześnie wiele miast zainaugurowało linie tramwajowe parowe lub elektryczne (m.in. Berno, Zurych, Genewa, Bazylea).
W 1902 roku Vereinigte Schweizerbahnen (VSB – linia kolejowa nad Jeziorem Bodeńskim), Nordostbahn oraz Centralbahn zostały upaństwowione, powołano do życia specjalną spółkę Schweizerische Bundesbahnen (SBB) / Chemins de fer fédéraux suisses (CFF) / Ferrovie Federali Svizzere (FFS). W kolejnych latach przejmowane były następne prywatne spółki kolejowe (1903 SBB Jura-Simplon-Bahn (z Brünigbahn), 1909 Gotthardbahn, 1913 CF Jura-Neuchâtelois, 1918 Tösstalbahn (z Wald-Rüti-Bahn), 1922 Seetalbahn, 1948 Uerikon-Bauma-Bahn). W 1905 roku rozpoczęto elektryfikację linii kolejowych od odcinka Seebach – Wittingen (kanton Zurych). Postęp elektryfikacji był szybki, w 1928 roku połowa linii była zelektryfikowana, a w 1967 roku zrezygnowano całkowicie z trakcji spalinowej i parowej.
W 1980 roku otwarto linię kolejową łączącą Zurych z lotniskiem Zürich Kloten. W 1982 roku wprowadzono charakterystyczny dla Szwajcarii godzinny takt na wszystkich liniach kolejowych. W 1990 roku rozpoczęła się gruntowna przebudowa Dworca Głównego w Zurychu. Rozbudowę zakończono 7 lat później. W 1999 roku po pozytywnym głosie w referendum rozpoczęto budowę 57-kilometrowego Tunelu bazowego pod Przełęczą św. Gotarda. Po 17 latach budowy kosztujący niespełna 12,2 mld CHF tunel otwarto w 2016 roku. Pozwoliło to na skrócenie czasu podróży z Zurychu do Mediolanu z 4 do 2,5 godziny.
Szwajcarzy stale inwestują w tabor kolejowy, już w latach 60. XX w. na trasach międzynarodowych kursowały tu elektryczne zespoły trakcyjne typu SBB RAe TEE II. W 1999 roku zakupiono pierwsze pociągi z pudłem wychylnym typu ICN. W 2009 roku zakupiono składy typu ETR 610 Pendolino, jednocześnie po rozpadzie spółki Cisalpino SBB-CFF-FFS przejęły ezt-y serii ETR470. W 2019 roku oddano do eksploatacji pociągi Stadler SMILE na potrzeby przewozów przez Tunel św. Gotarda.

## Infrastruktura
linie normalnotorowe SBB
     linie normalnotorowe prywatnych zarządców infrastrktury
     linie normalnotorowe zarządzane przez zagraniczne spółki
     linie wąskotorowe
W 2015 roku długość całkowitej sieci kolejowej w Szwajcarii wynosiła 5323 km i liczyła 1838 stacji oraz przystanków kolejowych. Największymi zarządcami infrastruktury byli:
- SBB Infrastruktur: 3232 km[8][9];
- BLS: 420 km[9];
- Rhätische Bahn: 410 km[9].

Ze względu na usytuowanie geologiczne Szwajcarii, w sieci kolejowej znajduje się kilkadziesiąt tuneli. Wśród nich wyróżnia się cztery podstawowe tzw. tunele bazowe (św. Gotarda o długości 57,1 km, Lötschberg o długości 34,6 km, Ceneri o długości 15,4 km oraz Zimmerberg o długości 9,4 km), które leżą na głównych korytarzach komunikacyjnych łączących przez Szwajcarię południe Europy z Francją oraz Niemcami. Pozostałe najdłuższe tunele kolejowe w Szwajcarii to:
- Simplontunnel (19,8 km);
- Vereinatunnel (19 km);
- Tunel Świętego Gotarda (15 km);
- Lötschbergtunnel(inne języki) (14,6 km).

Udział kolei w podziale modalnym (modal split) w Szwajcarii sięga ponad 15% w transporcie pasażerskim i prawie 40% w transporcie towarowym.
W Szwajcarii większość linii podlegających koncesji znajduje się w posiadaniu lokalnych lub regionalnych samorządów. Takich linii, o różnym prześwicie toru, jest ponad 2 tys. km. Co do zasady linie regionalne i lokalne są finansowane, w pełni lub częściowo, odpowiednio przez regionalne i lokalne władze (ok. 250 milionów franków rocznie) oraz przez fundusze federacyjne (ok. 500 milionów franków rocznie). Ponadto co do zasady przedsiębiorstwa kolejowe uprawnione są zgodnie z ustawą dot. transportu kolejowego do świadczenia usług przewozowych na infrastrukturze podlegającej ich zarządzaniu, a także na infrastrukturze będącej w posiadaniu innych podmiotów, jeśli certyfikat bezpieczeństwa (danego przewoźnika) jest zgodny z zasadami bezpieczeństwa na danej linii kolejowej (wszystkie sieci są otwarte dla innych uczestników rynku).
100% linii kolejowych w Szwajcarii jest zelektryfikowana. Obowiązującym napięciem jest 15 kV, 16,7 Hz AC. Większość linii kolejowych w Szwajcarii jest normalnotorowa (rozstaw szyn 1435 mm), jednakże wiele linii (np. całość Kolei Retyckich) jest wąskotorowa z rozstawem metrowym (1000 mm).
Na normalnotorowych liniach kolejowych w Szwajcarii obowiązuje europejski system bezpieczeństwa ETCS poziomu 1. Jego wdrażanie na wszystkich liniach w kraju zakończyło się w 2017 roku. Docelowo, do roku 2025, na wszystkich liniach ma zostać wdrożony system ETCS poziomu 2. Na liniach wąskotorowych w Szwajcarii obowiązuje natomiast system ZBMS (niem. Zugbeeinflussung für Meter- und Spezialspurbahnen). Opiera się on na rozwiązaniach znanych z systemu ETCS, nie jest jednak przystosowany do prowadzenia pociągów z tak wysokimi prędkościami, jak w przypadku ETCS.

## Przewozy kolejowe

### Przewozy pasażerskie
W 2018 roku wszyscy przewoźnicy pasażerscy w Szwajcarii przewieźli 490,6 mln pasażerów, wykonując pracę 19 273,2 mln pkm. Stanowi to 21% łącznej liczby pkm w ogólnej ilości podróży pasażerskich w Szwajcarii.
W rozkładzie jazdy na 2019 rok dalekobieżne połączenia krajowe obsługiwały SBB, jednak od 2020 roku przyznano koncesję na obsługę jednej trasy spółce SOB oraz dwóch spółce BLS. SBB Personenverkehr uruchamiają krajowe pociągi dalekobieżne kategorii InterCity (IC) oraz InterRegio (IR). Do ich obsługi wykorzystywane są głównie elektryczne zespoły trakcyjne takie jak RABDe 500, ETR610, EC250, czy też IC200. Ponadto Szwajcaria ma połączenia kolejowe z krajami sąsiednimi poprzez współpracę SBB z zagranicznymi spółkami kolejowymi. Są to połączenia pociągami TGV Lyria do Francji, ICE do Niemiec, Railjet do Austrii oraz EuroCity do Włoch.
Oprócz powyższych połączeń na terenie Szwajcarii Rhätische Bahn uruchamiają dwa pociągi dalekobieżne składami wąskotorowymi – Bernina Express oraz Glacier Express.
Regionalne przewozy kolejowe na terenie Szwajcarii są obsługiwane przez różnych przewoźników, z czego największymi z nich są SBB Personenverkehr, BLS oraz Rhätische Bahn. Uruchamiają oni połączenia w kategoriach Regio (R), RegioExpress (RE) oraz aglomeracyjne połączenia S-Bahn. Systemy S-Bahn w Szwajcarii funkcjonują w Argowii, Bazylei, Bernie, Lucernie, St. Gallen, Zurychu oraz Zug.

### Przewozy towarowe

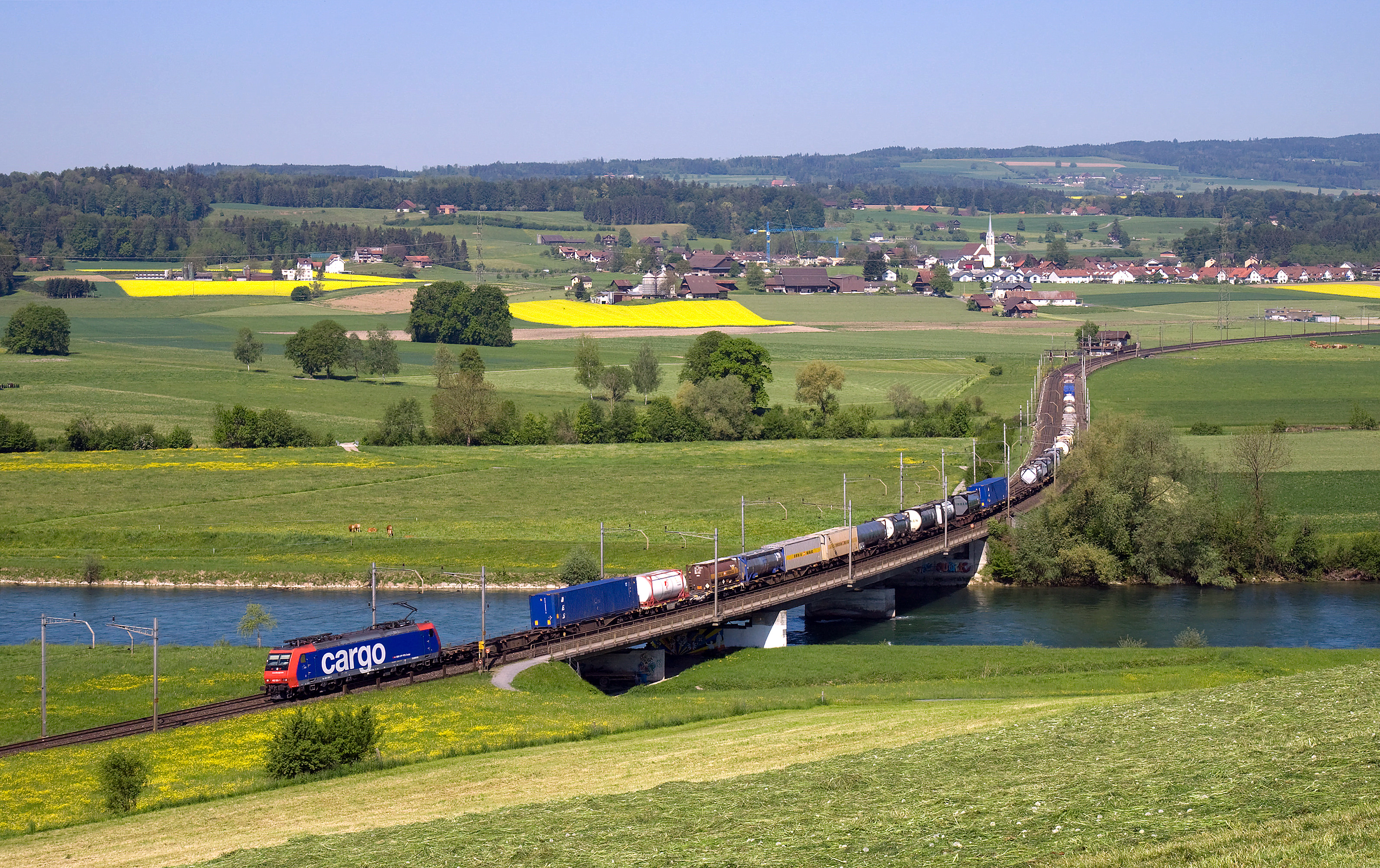
Re 482 z pociągiem towarowym SBB Cargo

W 2018 roku kolej w Szwajcarii przewiozła 61,9 mln t ładunków, wykonując pracę przewozową równą 11 139,7 mln tkm. Odpowiada to ok. 37% całkowitego ruchu towarowego na terenie kraju. Największymi przewoźnikami towarowymi pod względem wykonanej pracy przewozowej w 2017 roku byli SBB Cargo, BLS Cargo oraz Rhätische Bahn.

### Punktualność i zadowolenie pasażerów
W 2018 roku pociągi pasażerskie największego przewoźnika SBB-CFF-FFS miały punktualność na stacji docelowej wynoszącą 90,1%, a wskaźnik zadowolenia pasażerów z usług wyniósł 75,0%. W przypadku przewozów towarowych zgodnie z rozkładem jazdy do stacji docelowej dotarło 77,7% pociągów.